# Домская школа

Улица Маза Сколас (Школьная)

Домская школа — старейшее учебное заведение в истории Ливонии. Функционировало на территории монастырского комплекса Домской церкви в Риге.

## Школа Домского капитула (1211-1524)
Домская школа была основана в 1211 году; в это время под надзором рижского епископа Альберта фон Буксгевдена и Домского капитула, верховного религиозного органа власти в Ливонии, проходило строительство кафедральной церкви Святой Марии, которая впоследствии получит название Домской церкви. Именно при этой церкви была основана старейшая ливонская школа. Основная функциональная направленность учебного заведения на начальном этапе состояла в подготовке новых поколений католического духовенства. Поскольку на тот момент в Риге не было достаточного количества учебных заведений, в Домскую школу принимали и тех учащихся, которые желали просто получить общее среднее образование, а также пройти фундаментальную подготовку перед поступлением в зарубежные высшие учебные заведения.
Первоначально Домская школа располагалась в западном крыле известной крестовой галереи Домской церкви. Пост её руководителя должен был обязательно занимать один из членов Домского капитула, коллегии высших духовных лиц Ливонии. На раннем этапе обучение велось полностью на латинском языке в соответствии с моделью средневекового школьного образования, неизменно проходившего в рамках церкви. При этом все без исключения преподаватели Домской школы являлись духовными лицами.

## Домская (Латинская) школа Риги (1528—1631)
После беспокойств, спровоцированных острым восприятием рижанами тезисов Реформации, церковь перешла в ведение города. В Ригу был приглашён друг и сподвижник Мартина Лютера Якоб Батус, которому был предложен ответственный пост ректора Домской школы — он занимал его до своей кончины в 1545 году. Его могильная плита вмурована в западное крыло крестовой галереи, эпитафия выполнена в том числе и на древнееврейском языке, основы которого, как священного языка Библии систематически изучались учащимися Домской школы. В 1528 году все казавшиеся незыблемыми католические догматы, которых до тех пор придерживались преподаватели Домской школы, были полностью заменены на лютеранские.
До 1588 года срок обучения в школе был трёхлетним, а уже во времена правления польских наместников было принято решение ввести в отношении Домской школы пятилетнюю модель обучения. К концу XVI века рижская Домская школа превратилась в высшую латинскую школу, как её официально характеризовали в документальных источниках[каких?]. Этот статус предполагал скрупулёзное изучение античной литературы, а также трудов средневековых просветителей-схоластов, выполненных на латинском языке; помимо предметов гуманитарного базиса изучались математика, грамматика и метрика. Помимо латинского языка учащиеся должны были освоить древнегреческий и основы древнееврейского языка. Несколько позже расписание предметов было несколько расширено: в него были добавлены физика, история и география. Был введён низший класс (квинт), в котором обучение проходило на немецком языке.
В разное время в Домской школе занимались преподавательской деятельностью известные ректоры и учёные. Из них можно упомянуть ректора Домской школы поэта Ротгера Пистория (? — 1577 год), а также известных учёных — педагога Георга Марсова (? — 1578 год) и Генриха Меллера, который возглавлял продолжительные антикатолические календарные беспорядки, идейным вдохновителем которых стал рижский юрист Мартин Гизе.

## Академическая гимназия Риги (1631-1675, 1695-1710)
В период владычества шведской короны в 1631 году в рамках Домской школы был создан дополнительный класс академической гимназии, в котором преподавание вели приглашённые профессора, а учащиеся должны были защищать научные рефераты (диссертации). Это нововведение существенно повлияло на общий престиж учебного заведения, повысив его учебный статус.
В 1675 году школа временно была закрыта по причине свирепствовавшей в Шведской Ливонии эпидемии чумы. Школа была открыта только через двадцать лет, в 1695 году, однако после открытия она вновь изменила свой статус, превратившись в учебное заведение чисто гимназического типа. Вот список предметов, которые были предложены для изучения  в обновлённой Домской школе: Закон Божий, риторика, философия, юриспруденция, история, математика и древнегреческий язык. Опять-таки школа должна была готовить учащихся к поступлению в западноевропейские (по большей части в шведские) университеты.

## Домская школа Риги (1711-1804)
В XVIII веке преподавателями Домской школы также являлись известные учёные. Ректором Домской школы долгое время (1729 — 1776) был писатель Иоганн Готтхильф Линднер. После Линднера (1730 — 1788) пост ректора занял немецкий философ-просветитель Иоганн Георг Хаманис. Затем (1753 — 1806) ректорский пост перешёл к другому знаковому немецкому просветителю Карлу Филиппу Михаэлю Снеллю, который окончил Геттингенскую высшую школу и был направлен в 1780 году в Ригу на преподавательскую работу. Именно он одним из первых обратил внимание на практически бесправное положение лифляндских крестьян и подверг критике политические принципы остзейского дворянства. Тем не менее в своих публицистических заметках он выступил всего лишь за смягчение условий содержания крепостных крестьян, однако не стал настаивать на полной или частичной отмене крепостного права.
С 1764 по 1769 год в Риге во времена ректорства немецкого писателя Линднера учителем в Домской школе работал молодой немецкий поэт и философ Иоганн Готфрид Гердер. Именно в Риге им были высказаны несколько прогрессивных тезисов о необходимости придерживаться отношений дружбы и равноправия между губернскими немцами, русскими и латышами, а также о необходимости реформирования педагогического подхода к учащимся.
С 1776 по 1782 год в Домской школе проходил обучение Гарлиб Меркель (1769—1850), известный своей публицистической деятельностью и непримиримостью к крепостничеству. В своих литературных произведениях[каких?] он высказал идею о естественном праве народа на революцию и ликвидацию крепостного права. Он же продолжил мысли Гердера о необходимости поддержания тесных контактов с прогрессивными достижениями русской культуры. Выступая по существу против чрезмерного диктата церкви, закосневшей в феодальных представлениях, он признавал себя сторонником концепций деизма и пантеизма.
Некоторые известные латыши также оканчивали Домскую школу, в их числе — священник и литератор, исследователь истории религии и литературы Янис Рейтерс (1732 — 1795 или 1797 год),   пастор, активный распространитель идей оспопрививания,  за что удостоен золотой медали от Императорского Вольного экономического общества в Петербурге Агелют, Иоганн Готфрид.
В 1772 году не без участия ректора Иоганна Готтхильфа Линднера было решено ввести преподавание русского языка в Домской школе.

## Преобразование в уездное училище
В 1806 году в результате проходившей в Российской империи реформы образовательных учреждений, Домская школа по решению чиновников из ведомства просвещения была преобразована в уездное училище.
В 1859 году Домское уездное училище превратилось в реальное.
Наконец, после многочисленных смен статуса Домская школа была благополучно преобразована в классическую гимназию по образцу имперских классических гимназий. Это знаковое событие состоялось в 1873 году, тогда же Домская школа окончательно сменила название и стала Рижской городской гимназией.
В 1868 году школа перешла в новое здание по новому адресу: Бульвар Престолонаследника 8 (ныне этот бульвар носит название Бульвара Райниса). В настоящий момент (2015) по этому адресу находится Первая государственная гимназия, которая только формально может считаться[уточнить] продолжательницей образовательно-просветительских традиций рижской Домской школы.